# Lake Worth Beach
Lake Worth Beach, anciennement appelée Lake Worth, est une ville du comté de Palm Beach, en Floride, aux États-Unis.

## Histoire
Les habitants originaux étaient les indiens Jaega.

## Personnalités
- Nicki Hunter, actrice, née dans la commune.
- Charles Whitman, militaire et perpétrateur de la fusillade de l'université du Texas.

## Source
- (en) Cet article est partiellement ou en totalité issu de l’article de Wikipédia en anglais intitulé « Lake Worth, Florida » (voir la liste des auteurs).